# Joe Savikataaq
Joe Savikataaq, né le 8 décembre 1960, est un homme politique canadien, premier ministre du Nunavut de 2018 à 2021. Il est le député de la circonscription d'Arviat Sud à l'Assemblée législative du Nunavut depuis octobre 2013.

## Biographie
Il est élu à l'Assemblée législative du Nunavut aux élections de 2013. Il représente la circonscription électorale d'Arviat Sud . 
Il est élu premier ministre le 14 juin 2018, après que son prédécesseur, Paul Quassa, ait perdu un vote de censure ,. Il demeure en fonction jusqu'au 19 novembre 2021, quand lui succède P. J. Akeeagok.